# عریان برای تو
عریان برای تو رمان عاشقانه شهوانی بزرگسالان محصول سال ۲۰۱۲ از نویسنده کهنه کار، سیلویا دی است. تمرکز این کتاب روی رابطه پیچیده گیدین و ایوا که هر دو با گذشته‌ی تجاوز می‌باشند. این رمان در ابتدا در ۳ آوریل ۲۰۱۲ به‌طور شخصی توسط دی منتشر شد تا اینکه در ۱۲ ژوئن ۲۰۱۲ برکلی بوکز آن را در ۵۰۰ هزار نسخه دوباره منتشر کرد. دی بیان کرده که عریان برای تو اولین رمان مجوعه کراس فایر است که رمان بعدی به نام منعکس در تو در اکتبر ۲۰۱۲ منتشر شد. مجموعه کراس فایر در سال ۲۰۱۲ بیش از ۵ میلیون نسخه انگلیسی فروش داشت و در بعد بین‌المللی در ژانویه ۲۰۱۳ در ۳۸ کشور چاپ شد.
عریان برای تو رکورد «سریع‌ترین فروش جلد کاغذی برای یک دهه» را برای کتاب‌های پنگوئن بریتانیا زد و گروه پنگوئن آمریکا گزارش کرد که این کتاب بزرگ‌ترین موفقیت برکلی در سال ۲۰۱۲ است. در دسامبر ۲۰۱۲، سایت آمازون اعلام کرد که عریان برای تو در فهرست ده کتاب پرفروش سال ۲۰۱۲ خرید اینترنتی، رتبه ۴ را کسب کرد. اپل اعلام کرد که این رمان در فهرست «ده کتاب برتر سال» در آی تونز رتبه ۵ را گرفت و نیلسون اعلام کرد که عریان برای تو در فهرست ده کتاب برتر چاپی سال ۲۰۱۲ رتبه ۷ را گرفت.

## خلاصه
تمرکز داستان روی ایوا ترمل است؛ زنی ۲۲ ساله که قربانی سوءاستفاده جنسی از کودکان می‌باشد. گاهی غالب شدن بر گذشته برای ایوا سخت است ولی به محض ملاقات با گیدین کراس جوان و میلیاردر به شدت مجذوب او می‌شود. بعداً فاش می‌شود که گیدین هم قربانی سوءاستفاده جنسی از کودکان می‌باشد. این دو باید راهی پیدا کنند تا همدیگر را بهبود بخشند تا بتوانند گذشته‌شان را فراموش کرده و رابطه‌ای رمانتیک و جنسی را شروع کنند.

## گرایش به ادبیات اروتیک در سال ۲۰۱۲
بعضی منابع خبری به برنامه‌های فروش مشابه با مجوعه کراس فایر و سه‌گانه پنجاه سایه اشاره کردند. دیلی بیست بیان کرد که برکلی این کتاب را «همزاد پنجاه سایه» می‌داند. از طرفی هردو مجوعه توسط خانه پنگوئن چاپ شده است.
موفقیت جهانی کراس فایر و پنجاه سایه، موجی از کتاب‌های اروتیک را در سال ۲۰۱۲ روانه بازار کرد که بسیاری از آنها از محتوای دو مجوعه تقلید کرده بودند ولی طبق گفته گاردین، «تلاش بقیه، تأثیر کمی داشت.»